# محمد الأخضر حمينة
محمد الأخضر حمينة (26 فبراير 1930 - 23 مايو 2025) مخرج جزائري، ممثل وكاتب حوار سينمائي ولد في 26 فبراير 1934 في مدينة المسيلة في الجزائر. تابع دراسته في فرنسا، ثم غادرها إلى تونس أثناء الثورة الجزائرية، حيث كان يعمل لصالح الحكومة الجزائرية المؤقتة (ح م ج ج). وشاركته أعماله سلمي ياسمين بكار.
توفي في 23 مايو 2025 في مدينة الجزائر العاصمة، ودفن في مقبرة سيدي يحيى.

## فلموغرافية

### كمخرج

1966م: ريح الأوراس
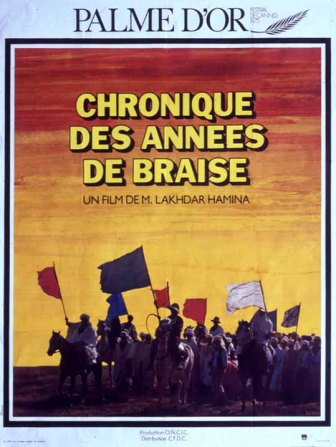

- 1968م: حسان الإرهابي
- 1973م: ديسمبر
- 1975م: وقائع سنين الجمر
- 1982م: رياح رملية
- 1986 : الصور الأخير
- 2014م: غروب الظلال

- ريح الأوراس.

### كممثل
- 1975م: وقائع سنين الجمر

### ككاتب الحوار السينمائي
- 1965م: ريح الأوراس
- 1975م: وقائع سنين الجمر

## جوائز

### مهرجان كان السينمائي
- 1975م: السعفة الذهبية لمهرجان كان من خلال فيلمه وقائع سنين الجمر

## وصلات خارجية
- محمد الأخضر حمينة على موقع IMDb (الإنجليزية)
- محمد الأخضر حمينة على موقع الموسوعة البريطانية (الإنجليزية)
- محمد الأخضر حمينة على موقع قاعدة بيانات الأفلام العربية
- محمد الأخضر حمينة على موقع ألو سيني (الفرنسية)
- محمد الأخضر حمينة على موقع أول موفي (الإنجليزية)
- محمد الأخضر حمينة على موقع قاعدة بيانات الأفلام السويدية (السويدية)
- محمد الأخضر حمينة على موقع قاعدة بيانات الفيلم (الإنجليزية)
- محمد الأخضر حمينة على موقع كينوبويسك (الروسية)
- موقع الأخضر حمينة